# 1970 en Tunisie
Chronologie de la Tunisie
- 1966
- 1967
- 1968
- 1969
- 1970
- 1971
- 1972
- 1973
- 1974

Cet article présente les faits marquants de l'année 1970 en Tunisie ou relatifs à la Tunisie.

## Événements
- Les cheminots se mettent en grève[1].
- mai : Ahmed Ben Salah est condamné pour haute trahison par la Haute Cour, lors de son procès et de celui de six de ses collaborateurs, à dix ans de travaux forcés et dix ans de privation de ses droits civils ; ses collaborateurs écopent de peines allant jusqu'à cinq ans de prison.
- 6 novembre : le gouvernement Nouira est nommé[2] ; Hédi Nouira succède à Bahi Ladgham.

## Sports
- Championnats de Tunisie d'athlétisme 1970

### Football
- Coupe du Maghreb des vainqueurs de coupe 1970-1971
- Équipe de Tunisie de football en 1970
- Championnat de Tunisie de football 1969-1970
- Championnat de Tunisie de football 1970-1971
- Coupe de Tunisie de football 1969-1970
- Coupe de Tunisie de football 1970-1971

### Handball
- Championnat de Tunisie masculin de handball 1969-1970
- Championnat de Tunisie masculin de handball 1970-1971

### Volley-ball
- Équipe de Tunisie de volley-ball en 1970
- Championnat de Tunisie masculin de volley-ball 1969-1970
- Championnat de Tunisie masculin de volley-ball 1970-1971

## Culture
- Les Fellagas est le troisième long métrage du réalisateur Omar Khlifi, tourné en coproduction avec la Bulgarie, pays d'où sont originaires le directeur de la photographie, l'ingénieur du son et les monteuses ; c'est également le premier film en couleurs du réalisateur.
- Khlifa le teigneux est un film tunisien tourné en hommage à l'écrivain Béchir Khraïef, un romancier qui s'est spécialisé dans la description réaliste et crue de la société tunisienne, en utilisant l'arabe dialectal dans ses dialogues.
- Om Abbes est le seul long métrage du réalisateur Ali Abdelwahab.
- Une si simple histoire est un film d'Abdellatif Ben Ammar, sorti en 1970 ; ce premier long métrage du réalisateur, qui obtient le Tanit de bronze aux Journées cinématographiques de Carthage la même année, est présenté dans la sélection officielle du Festival de Cannes.

## Naissances en 1970
- Naissance en Tunisie en 1970

## Décès en 1970
- Décès en Tunisie en 1970